# Болівар (Міссурі)
Болівар (англ. Bolivar) — місто (англ. city) в США, в окрузі Полк штату Міссурі. Населення — 10 679 осіб (2020).

## Географія
Болівар розташований за координатами 37°36′24″ пн. ш. 93°25′0″ зх. д. / 37.60667° пн. ш. 93.41667° зх. д. (37.606697, -93.416709).  За даними Бюро перепису населення США в 2010 році місто мало площу 21,49 км², з яких 21,44 км² — суходіл та 0,05 км² — водойми.

## Демографія
Згідно з переписом 2010 року, у місті мешкало 10 325 осіб у 3970 домогосподарствах у складі 2342 родин. Густота населення становила 480 осіб/км².  Було 4432 помешкання (206/км²).
Расовий склад населення:
| - 94,8 % — білих - 1,5 % — чорних або афроамериканців - 0,6 % — азіатів - 0,5 % — корінних американців |

До двох чи більше рас належало 1,8 %. Частка іспаномовних становила 2,5 % від усіх жителів.
За віковим діапазоном населення розподілялося таким чином: 21,7 % — особи молодші 18 років, 60,6 % — особи у віці 18—64 років, 17,7 % — особи у віці 65 років та старші. Медіана віку мешканця становила 30,3 року. На 100 осіб жіночої статі у місті припадало 87,0 чоловіків;  на 100 жінок у віці від 18 років та старших — 82,2 чоловіків також старших 18 років.
Середній дохід на одне домашнє господарство  становив 46 315 доларів США (медіана — 37 575), а середній дохід на одну сім'ю — 59 353 долари (медіана — 48 011). Медіана доходів становила 34 881 долар для чоловіків та 25 439 доларів для жінок. За межею бідності перебувало 21,5 % осіб, у тому числі 20,1 % дітей у віці до 18 років та 18,6 % осіб у віці 65 років та старших.
Цивільне працевлаштоване населення становило 4733 особи. Основні галузі зайнятості: освіта, охорона здоров'я та соціальна допомога — 40,5 %, роздрібна торгівля — 13,6 %, мистецтво, розваги та відпочинок — 10,3 %.